# Władysław Konopczyński

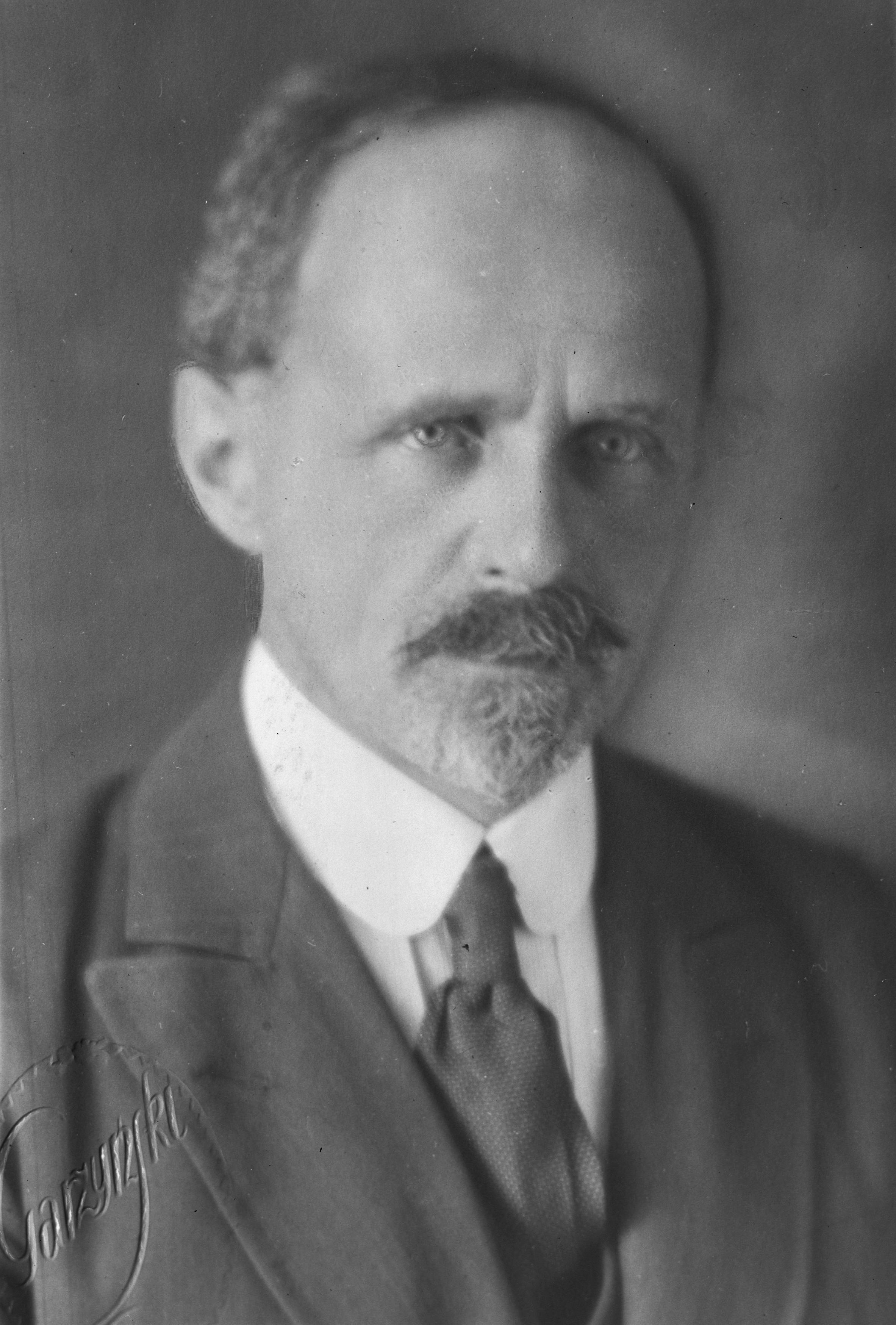
Władysław Konopczyński.

Władysław Konopczyński, född 26 november 1880, död 12 juli 1952, var en polsk historiker och politiker.
Konopczyński vistades under första världskriget ett par år i Skandinavien och utnämndes, om än född i ryska Polen 1917 till professor i historia vid universitetet i Kraków. Från 1922 var han ledamot av polska riksdagen, där han tillhörde högern. Bland Konopczyńskis arbeten märks Polen under sjuårskriget (2 band, 1909-11), Liberum veto (1918), Polen och Sverige från freden i Oliva till republikens undergång (1924), alla på polska. Dessutom offentliggjorde Konopczyński uppsatser på svenska i Historisk tidskrift och Karolinska förbundets årsbok.